# 重信吉固
重信 吉固（しげのぶ よしかた、1894年（明治27年）11月11日 - 1972年（昭和47年）10月27日）は、大日本帝国陸軍軍人。最終階級は陸軍少将。

## 経歴
1894年（明治27年）に愛媛県で生まれた。陸軍士官学校第27期卒業。1939年（昭和14年）8月1日に陸軍歩兵大佐進級と同時に陸軍歩兵学校教官に着任。1940年（昭和15年）8月に歩兵第6連隊長（第11軍・第3師団・歩兵第5旅団）に転じ、日中戦争に出動。漢水作戦、第一次長沙作戦、第二次長沙作戦などを連戦し、1942年（昭和17年）8月に陸軍歩兵学校教導連隊長に転じた。
1944年（昭和19年）3月1日に陸軍少将と同時に陸軍歩兵学校附となり、3月10日に支那派遣軍歩兵教育隊長に就任した。同年8月1日に機動第1旅団長（関東軍）に転じ、1945年（昭和20年）4月15日に陸軍歩兵学校附となった。同年4月30日に第201師団長（第1総軍・第12方面軍・第36軍）に就任し、機動打撃師団として東京都立川で本土決戦に備えた。
1947年（昭和22年）11月28日、公職追放仮指定を受けた。